# Slikar Meidias
Meidias je bil atenski vazni slikar v rdeče figuralnem slogu v antični Grčiji, ki je deloval v zadnji četrtini 5. stoletja pr. n. št. (od 420 do 400 pr. n. št.). Imenovan je po lončarju, katerega podpis je na veliki okrašeni hidriji (BM E 224), izkopani iz etruščanske grobnice. Eduard Gerhard je prvič identificiral ta napis leta 1839  in tisti, ki je določil prizor na vazi kot posilstvo Levkipovih hčera, za kar je prej veljalo, da je bila tekma Hipomena in Atalante

## Pregled
Delo slikarja Meidiasa je podobno njegovim starejšim sodobnikom: slikarju Kodrosu, slikarju Eretriiu in Aisonu. Zadnja dva naj bi bila njegova učitelja. Predlagano je bilo tudi, da so dela, pripisana slikarju Meidiasu, v resnici pozna dela Aisona . John Beazley je slikarju Meidiasu dodelil 22 vaz in fragmentov z dodatnima 2 možnima opisoma, ki mu ju pripisujejo številni privrženci. Njegova šola vključuje 9 posamično prepoznavnih umetnikov ali skupin , skupno število različnih vaze, ki jih Beazley pripisuje slikarju Meidiasu in njegovemu krogu je 192 . Najnovejši katalog raisonné je seznam 36 vaz slikarja Meidiasa, 34 imenovanih po sledilcih in 167 pod način slikarja Meidiasa. 

## Slog
Meidiasov slog je bil drugačen, imenovan načičkan ali manierističen in bi lahko nekaj dolgoval bogatemu slogu atiške skulpture iz 5. stoletja pr. n. št.. Njegove kompozicije so "Polignotanske", ker nimajo ene talne linije, temveč so razporejene v več frizov preko trebuha vaze. Najbolj priljubljene oblike slikarja Meidiasa in njegovih privržencev so bile med večjimi oblikami hidrije in čokati lekiti, antesterije in različnih piiksidah in lekanidih, ki so bili primerni za manjše kose. Meidiasove figure so prepoznavne po svojih dolgih profilih, velikih očeh, majhnih ustih, zaobljenih bokih in pogostosti tri četrtinskega portreta. Njegove ženske so vitke in dolgih okončin, njegovi moški se nagibajo k debelosti, oboji pa imajo dolge prste. Posebno pozornost posveča podrobnostim oblačil, nakita in las; vse njegove ženske nosijo uhane, ogrlice, okraske za lase in zapestnice, njihove lase so umetelno spete, njihova obleka je običajno navaden, večplasten peplos, ki se razprostira. Vsebina je naklonjena mitološkemu zgodovinskemu (rojstvo Erihtonija je ponavljajoča se tema) in glede na to, da je delal v času peloponeške vojne, je bila v zraku escapistična domišljija.
Ime vaze in chef-d’œuvre sta prvotno pripadala prvi zbirki sira Williama Hamiltona. To vazo je v portretu vidno prikazal Joshua Reynolds in se je pomembno vplivala na neoklasicistično gibanje. Prav tako se je našla mesto v d'Hancarvillovem albumu Zbirka etruščanskih, grških, rimskih starin iz kabineta častnega Williama Hamiltona, vol. I, 1766 (plošče 127-130). Bila je  reproducirana na Wedgwoodovi jaspisovi posodi, na pohištvu in na slikah , Winckelmann pa jo je izjemno pohvalil kot »najboljšo in najlepšo risbo na svetu« . Britanski muzej jo je kupil leta 1772.